# Inmigración francesa en los Estados Unidos
Franceses-estadounidenses o los franco-estadounidenses (en francés : Franco-Americains ), son ciudadanos o nacionales de los Estados Unidos que se identifican con tener ascendencia y relación con el pueblo francés o también compartir lazos étnicos u orígenes con los franco-canadiense. 
El estado con la mayor proporción de personas que se identifican con ascendencia francesa es Maine, mientras que el estado con la mayor cantidad de personas con ascendencia francesa es California. Muchas ciudades de Estados Unidos tienen grandes poblaciones de franco-estadounidenses . La ciudad con la mayor concentración de personas de origen francés es Madawaska, Maine, mientras que la mayor población francófona por porcentaje de hablantes en los Estados Unidos se encuentra en St. Martin Parish, Luisiana.
En 2010, hay alrededor de 10 329 465 de residentes estadounidenses que declaran ascendencia francesa o ascendencia francocanadiense, y alrededor de 1,32 millones hablan francés en casa según el censo de 2010. Un adicional de 750.000 residentes estadounidenses hablan una lengua criolla basada en el francés , según la Encuesta sobre la comunidad estadounidense de 2011 .
Mientras que los estadounidenses de ascendencia francesa constituyen un porcentaje sustancial de la población estadounidense, los franco-estadounidenses son menos visibles que otros grupos étnicos de tamaño similar. Esto es en parte debido a la tendencia de los grupos franco-estadounidenses para identificar más estrechamente con las identidades regionales de América del Norte como el francés de Canadá , Acadia , Brayon , Cajunes o criolla de Luisiana que como un grupo coherente. Esto ha inhibido el desarrollo de una identidad franco-estadounidense unificada como es el caso de otros grupos étnicos.